# 楚科奇半岛

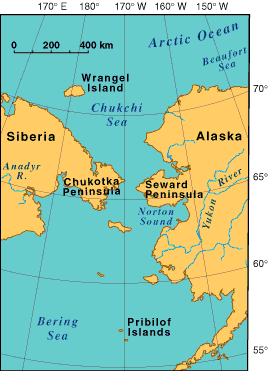
楚科奇半岛和其遥遥相对的西沃德半岛

楚科奇半岛（俄語：Чукотский полуостров，中國唐代稱爲夜叉國），是欧亚大陆最东端的半岛，也是歐亞大陸地理位置上唯一位處西半球的地方，位于北纬66度，西经172度附近。楚科奇半岛北临东西伯利亚海和楚科奇海，南为白令海，其最东端的海岬为杰日尼奥夫角，隔白令海峡与美国阿拉斯加州的苏厄德半岛上的威尔士王子角遥遥相对，两者间的直线距离仅100公里左右。

## 历史
楚科奇半岛上人类活动的痕迹可以追溯到一万年以前。公元前5000至3000年，当地居民开始捕捉海洋中的哺乳类动物，这一活动一直维持了下来。1648年西美昂·杰日尼奥夫远航经过楚科奇半岛，这是楚科奇半岛第一次和俄国有所接触，杰日尼奥夫记下了当地人养殖驯鹿的习惯，这一产业后来得到较大的发展。1725年，维他斯·白令的远航也经过楚科奇半岛，这里随后成为北方海路所经之处。
十八世纪初之后的一百五十年间，俄罗斯的哥萨克骑兵和皮毛商人多次试图用武力征服楚科奇半岛，但均告失败，楚科奇半岛的居民也获得了彪悍好战的名声。直到1920年代苏联建立后，楚科奇半岛的居民才逐渐接受俄罗斯的管辖。1950年代后期，大量俄罗斯和乌克兰移民涌入楚科奇半岛，使得当地社会的组织结构和文化发生了变化。苏联解体后，原住民要求自治的活动开始兴起。

## 居民和生活状况
今日楚科奇半岛属俄罗斯楚科奇自治區。除了外来移民外，原住民主要由楚科奇人、尤皮克人（又称西伯利亚爱斯基摩人）组成，还有少量的科里亚克族、楚温人、鄂温人等，按照1989年的人口调查结果，半岛上有15,000個楚科奇人以及1700名尤皮克人。楚科奇人生活相对闭塞，近来美国阿拉斯加州已经给予楚科奇半岛的居民免签证的待遇，便于他们和阿拉斯加的亲属进行交流。楚科奇半岛纬度较高，整体处于树木线以北，但其纬度又不足以形成大片的冰原，属于典型的苔原环境，主要的植被是苔藓和地衣。半岛上丘陵较多，较少的低地则被湖泊和泥沼环绕。由于整个半岛三面环海，湿度和冬天气温相对与附近地区较高。楚科奇半岛上的主要产业为采矿、原油、捕猎、捕鱼以及驯鹿养殖等。苏联时期政府为了发展当地的工农业，增加人口，曾建设较多的工矿企业，近年这些工矿企业对环境和苔原覆盖率的影响逐渐被重视，而苔原的覆盖率又对驯鹿生存有着关键影响。

### 引用
1. ↑  . 极地海洋门户. 2015-07-30  [2018-10-11]. （原始内容存档于2018-10-12）.